# 山尾三省
山尾 三省（やまお さんせい、1938年10月11日 - 2001年8月28日）は、日本の詩人。東京市神田区神田松住町（現・東京都千代田区外神田）生まれ。

## 来歴
東京都立日比谷高等学校卒業、早稲田大学第一文学部西洋哲学科中退。1960年代の後半にななおさかきや長沢哲夫らとともに、長野県諏訪郡富士見町や鹿児島県諏訪之瀬島で社会変革を志すコミューン「部族」をはじめる。1973年、家族と、インド、ネパールへ1年間の巡礼の旅に出る。1977年、屋久島の廃村に一家で移住。以降、白川山の里づくりをはじめ、田畑を耕し、詩の創作を中心とする執筆活動の日々を屋久島で送る。1997年春、旧知のアメリカの詩人、ゲーリー・スナイダーとシエラネバダのゲーリーの家で再会。ゲーリーとは、1966年に京都で禅の修行をしていた彼と会ったのが最初で、そのとき、ふたりは1週間かけて、修験道の山として知られる大峰山を縦走している。ゲーリーがアメリカに戻り、三省はインドへ、そして屋久島へ移住したため、長い間交流が途絶えていた。三省は、ゲーリーの近年のテーマがバイオリージョナリズム（生命地域主義）であることを知り、自分が20年来考え続けてきた、「地球即地域、地域即地球」というコンセプトとあまりに近いことに驚いたという。
2001年8月28日、屋久島にて胃癌のため死去。孫は山尾和平。

## 主な出版作品
- 1973 『DEAD』季刊　（名前のない新聞）
- 1975 『約束の窓』詩・山尾三省　画・高橋正明
- 1978 『やさしいかくめい』１　（草思社）
- 1981 『聖老人』（野草社）
- 1982 『狭い道 - 子供達に与える詩』（野草社）
- 1982 『ラームプラサード　母神賛歌』長沢哲夫と共訳（屋久の子文庫）
- 1983 『野の道 - 宮沢賢治随想』（野草社）
- 1984 『ジョーがくれた石』（地湧社）
- 1985 『縄文杉の木陰にて』（新宿書房）
- 1988 『自己への旅』（聖文社）
- 1990 『回帰する月々の記』（新宿書房）
- 1991 『新月』（くだかけ社）
- 1991 『島の日々』（野草社）
- 1991 『桃の道』（六興出版）
- 1992 『コヨーテ老人とともに : アメリカインディアンの旅物語』（ジェイム・デ・アングロ／ 山尾三省・翻訳）
- 1993 『びろう葉帽子の下で』（野草社）
- 1994 『縄文杉の木蔭にて』―屋久島通信　「増補新版」（新宿書房）
- 1995 『屋久島のウパニシャッド』（筑摩書房）
- 1995 『ぼくらの智慧の果てるまで』（宮内勝典との対談集／筑摩書房）
- 1995 『森の家から』（草光舎）
- 1996 『深いことばの山河』（日本教文社）
- 1996 『三光鳥』（くだかけ社）
- 1997 『一切教山』（溪声社）
- 1998 『法華経の森を歩く』（水書房）
- 1998 『聖なる地球のつどいかな』（ゲイリー・スナイダーとの対談集／山と渓谷社）
- 1999 『ここで暮らす楽しみ』（山と渓谷社）
- 2000 『アニミズムという希望―講演録・琉球大学の五日間』（野草社）
- 2000 『カミを詠んだ一茶の俳句―希望としてのアニミズム』（地勇社）
- 2000 『親和力』（くだかけ社）
- 2001 『日月燈明如来の贈りもの ― 仏教再生のために』（水書坊）
- 2001 『森羅万象の中へ　その断片の自覚として』（山と渓谷社）
- 2001 『瑠璃の森に棲む鳥について』（立松和平と共著／文芸社）
- 2001 『水晶の森に立つ樹について』（立松和平と共著／文芸社）
- 2001 『リグ・ヴェーダの智慧』（野草社）
- 2002 『南の光のなかで』（野草社）
- 2002 『祈り』（山尾三省詩集／野草社）
- 2003 『原郷への道』（野草社）
- 2005 『観音経の森を歩く』（野草社）
- 2007 『静寂の瞬間(とき)―ラマナ・マハルシとともに』(バーラティ ミルチャンダニ (編集), 共訳／ナチュラルスピリット)
- 2008 『春夏秋冬いのちを語る』（堂園晴彦との対談／南方新社）
- 2009 『銀河系の断片』（堀越哲朗編／幻戯書房）
- 2009 『山の時間海の時間』（山尾春美と共著／無明舎）
- 2012 『インド巡礼日記』（三省ライブラリー１/野草社）
- 2012 『ネパール巡礼日記』（三省ライブラリー２/野草社）